# الدوري النمساوي 1953–54
الدوري النمساوي الممتاز 1953–54 (بالألمانية: Österreichische Fußballmeisterschaft 1953/54)‏ هو الموسم 43 من بوندسليغا النمسا لكرة القدم. أشرف على تنظيمه اتحاد النمسا لكرة القدم، وكان عدد الأندية المشاركة فيه 14، وفاز فيه رابيد فيينا.